# Mariusz Szczygieł

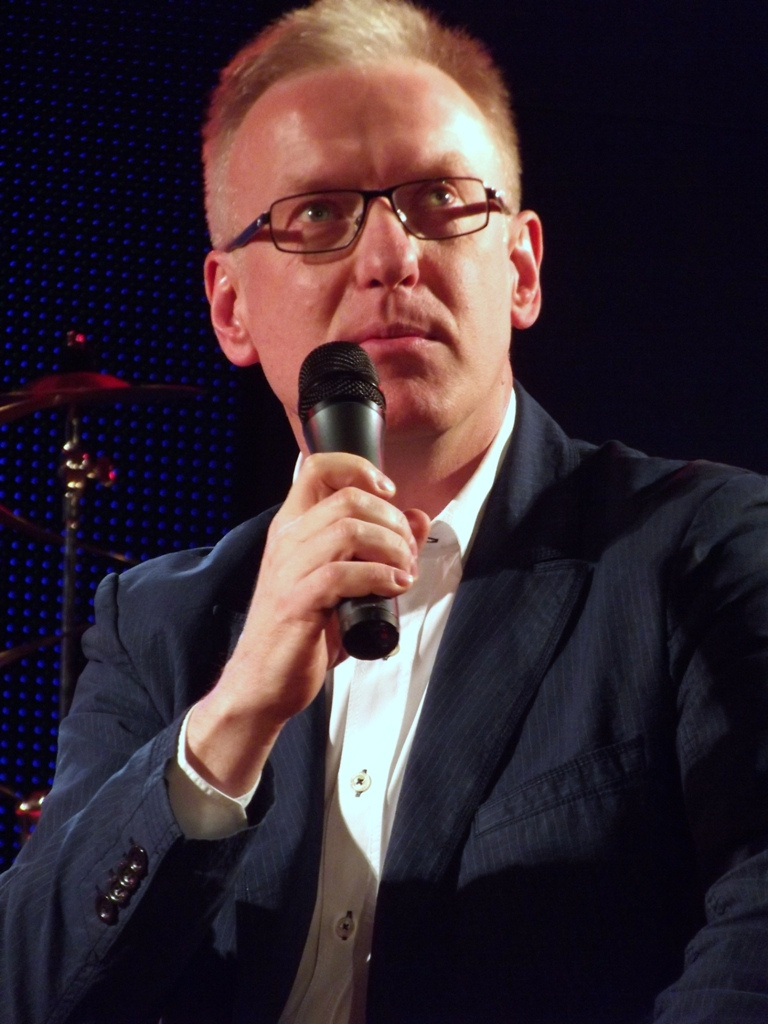
Mariusz Szczygieł (2013)

Mariusz Adam Szczygieł ['ʃtʃɨɟɛw] (* 5. September 1966 in Złotoryja, Polen) ist ein polnischer Journalist. Für seine Reportage Nie ma wurde er 2019 mit dem Nike-Literaturpreis ausgezeichnet.

## Werdegang
Szczygieł stieß in ihrem Gründungsjahr 1989 zur Tageszeitung Gazeta Wyborcza, wo er heute die Reportageabteilung leitet. Als Autor beschäftigt er sich besonders mit Tschechien und der Slowakei.

## „Reality“
Im deutschen Sprachraum bekannt wurde Mariusz Szczygieł mit einem Beitrag in der Anthologie Von Minsk nach Manhattan. Polnische Reportagen, die 2006 im Wiener Zsolnay Verlag erschien. Die „Reality“ betitelte Reportage handelt von der Krakauerin Janina Turek, die über 57 Jahre lang in 728 Heften jeden ihrer Tage sorgfältig protokolliert hat, ohne dabei eigene Gedanken oder Gefühle zu thematisieren. So hat sie etwa 10868 Geschenke erhalten, 70042 Sendungen im Fernsehen gesehen, 3517 Bücher gelesen, aber was sie dabei gedacht und gefühlt hat, das erfahren wir nicht. Der Text ist außer in der angegebenen Anthologie auch in der Wiener Tageszeitung Die Presse erschienen (siehe Weblink unten).

## Bücher
- Niedziela, która zdarzyła się w środę. EM-KA, Warszawa 1996, ISBN 83-8668120-9.
- mit Witold Orzechowski: Na każdy temat. Talk show do czytania. Orgelbrandów, Warszawa 1997, ISBN 83-8660610-X.
- Gottland. Reportaż. 1. Auflage. Wydawnictwo Czarne, Wołowiec 2006, ISBN 83-8975562-9 (polnisch).
  - Gottland. 1. Auflage. Dokořán u. a., Prag 2007, ISBN 978-80-7363-142-0 (tschechisch, Aus dem polnischen Original „Gottland“ übersetzt Helena Stachová).
  - Gottland. Reportagen. 1. Auflage. Suhrkamp, Frankfurt am Main 2008, ISBN 978-3-518-41966-3 (Aus dem Polnischen von Esther Kinsky).
  - Gottland. Récits traduits du polonais par Margot Carlier. 1. Auflage. Actes Sud, Arles 2008, ISBN 978-2-7427-8068-6 (französisch).
- Kaprysik. Damskie historie, 2010
- Zrób sobie raj, 2010
- Láska nebeská, 2012
- Projekt: prawda, 2016
- Nie ma, 2018